# Haarmühle

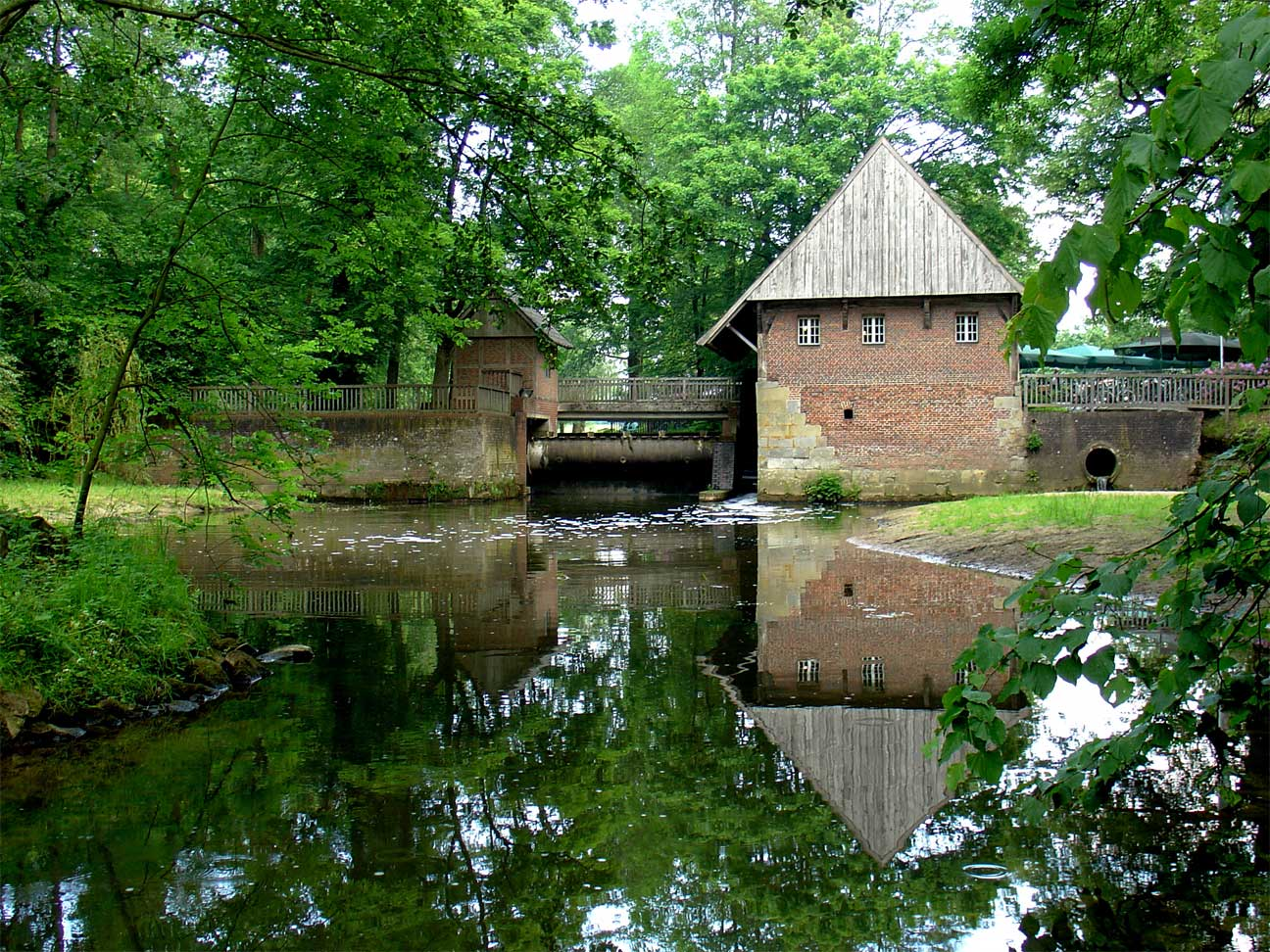
De watermolen Haarmühle aan de Alstätter Aa

De Haarmühle is een watermolen in het Duitse plaatsje Alstätte. Hij is gelegen aan de Alstätter Aa, die aan de Nederlandse zijde van de grens Buurserbeek wordt genoemd. De aangrenzende Nederlandse buurtschap heet Harmöle.
De huidige molen dateert van 1619 en is een beschermd monument. De gerestaureerde molen functioneert weer sinds de restauratie in 1988. Het is een zogenoemde onderslagmolen, waarbij het water onder het rad doorstroomt. Voor 1619 stond op deze plek een molen die in een akte van 1331 wordt vermeld, een voorganger daarvan staat al sinds 1188 als Haremole genoemd.

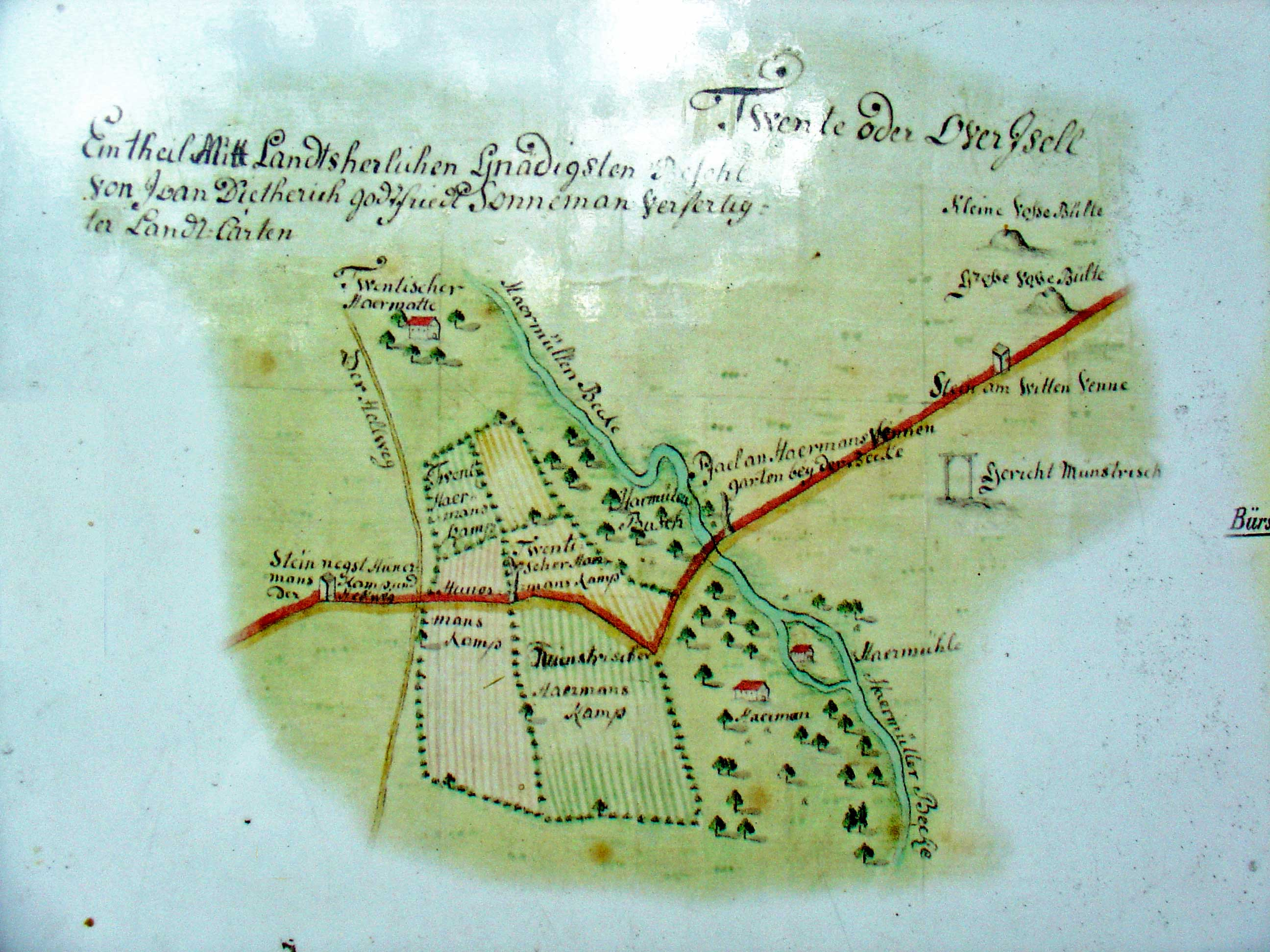
17e-eeuwse kaart met de galgpaal Pael an Haermans Vennen en de Haermühle

Nabij de Haarmühle bevindt zich de galgenbult. Op deze plaats aan de doorgaande weg van Münster naar Deventer werden misdadigers als afschrikwekkend voorbeeld opgehangen en tentoongesteld. De galg zou gebruikt zijn in de Dertigjarige Oorlog en tijdens de daarop volgende regeerperiode van Bernhard von Galen, ook bekend als Bommen Berend, als bisschop van Münster. Op nevenstaande 17e-eeuwse kaart zijn zowel de galg als de Haarmühle ingetekend.